# Libušín
Libušín (Duits: Libusin of Libuschin) is een Tsjechische stad in de regio Midden-Bohemen en maakt deel uit van het district Kladno. De stad ligt op 4 km afstand van de stad Kladno.
Libušín telt 3403 inwoners (2023).

## Geografie
De stad ligt in de buurt van de Svatojiřskýbeek.

## Etymologie
De naam van de stad is afgeleid van de persoonsnaam Ľuboš. De vorm Libušín werd vanaf de 15e eeuw gebruikt. In historische bronnen komt de naam voor in de vormen Lubosin (na 1046), Lubosine (ca. 1088), Lubossin (1115), Lubossin en Lubossine (1186), Lvbosine (1222), Lubosin (1239), Lobesin (1277), Lubossin (1282), de Lybossyna (1318), Lobosin (1356), Libossyn (1390), Libossyn (1404), de Libossina (1437), van Liboschin (1543), Liboschin (1590), Liboschin (1785), Liboschin en Libussín) (1845) en Libušín (1854).

## Geschiedenis
De eerste schriftelijke vermelding van Libušín dateert van rond 1050, tijdens het bewind van prins Břetislav I. Sinds de 14e eeuw heette het dorp in het dal Libušín en het dorp op de heuvel Hradiště. In 1514 werd Libušín aangekocht door de familie Martinic uit Smečno. Zij hadden het dorp in hun bezit tot aan medio 20e eeuw. In het midden van de 19e eeuw waren er 17 boerderijen in Libušín te vinden. Volgens de volkstelling van 1869 waren er 501 inwoners.
In 1919 kreeg Libušín de status van stad. In 1961 werd de status ontnomen en in 2006 werd de status opnieuw toegekend.
Op de omliggende heuvels zijn in de mijnbouwperiode (zie hieronder) huizen gebouwd. De recentste bebouwing dateert van de tweede helft van de 20e eeuw: de wijk Korej. 

### Kolenwinning

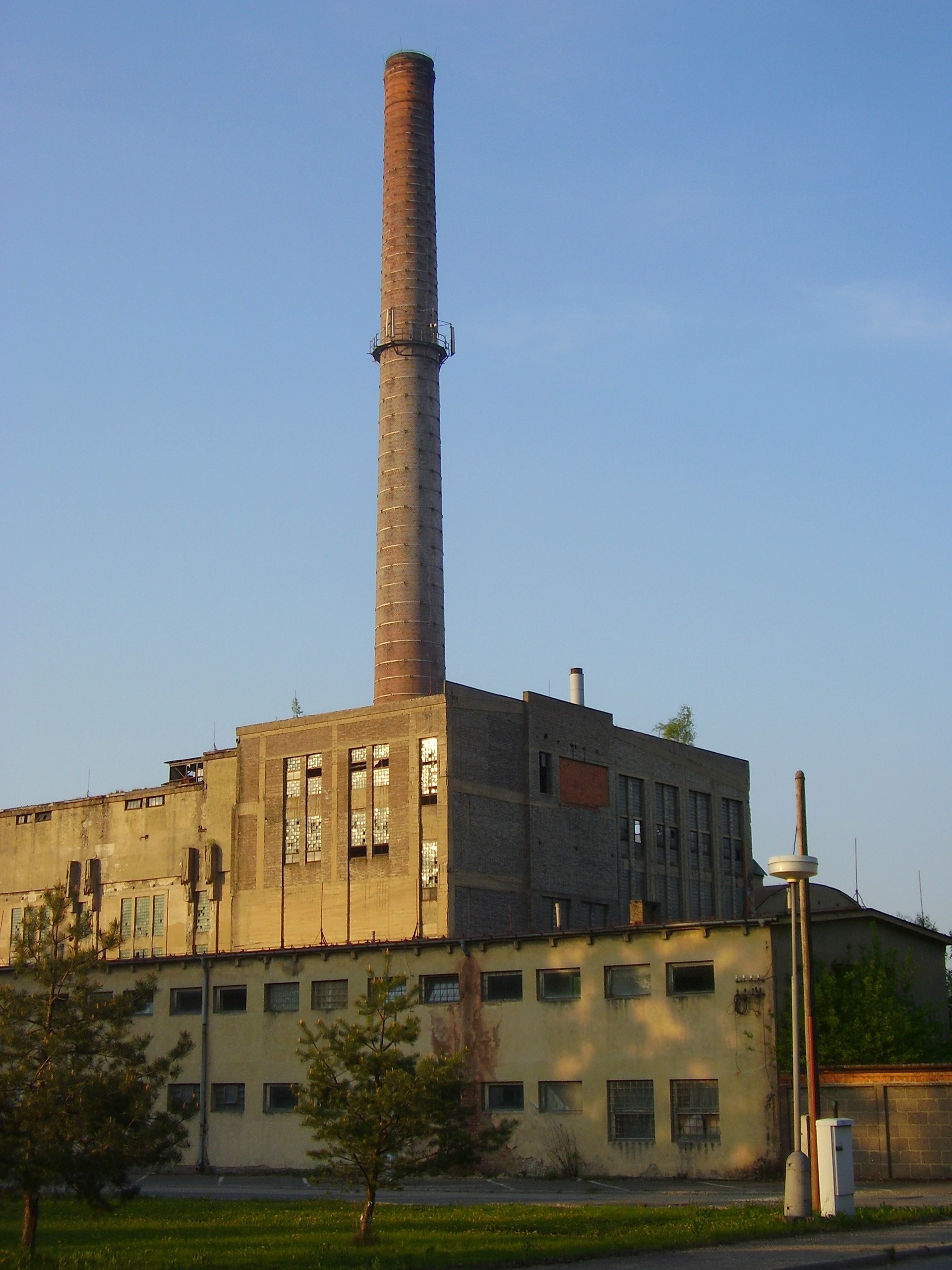
Voormalige Schöllermijn (2009)

De snelle groei van de stad vond plaats in de tweede helft van de 19e eeuw, toen Libušín een van de centra van de zwarte steenkool-mijnbouw binnen het district Kladno werd. Er waren drie mijnen en een krachtcentrale in de stad. De oudste mijn, die tussen 1887 en 1925 in bedrijf was, was de Janmijn, waar steenkool werd gewonnen op een diepte van meer dan 400 meter. De tweede mijn was de Maxmijn, die actief was van 1890 tot 1925. Van daaruit kolen werden vervoerd over de spoorlijn van Kladno naar Nučice. In de derde mijn, de Schöllermijn, werd tussen 1902 en 2002 steenkool gewonnen. Het mijngebied had een vierkant patroon, met een mijngebouw met stalen mijntoren in het midden. De krachtcentrale werd in 1930 gebouwd ten noorden van de Schoellermijn, vanwaar de brandstof werd vervoerd via een goederenkabelbaan. Het vermogen was aanvankelijk ongeveer tien megawatt. De centrale beschikte over een schoorsteen van honderd meter hoog. In 1986 werd de centrale stilgelegd. Naast de schoorsteen werd de krachtcentrale gedomineerd door een hoge hal gemaakt van een frame van gewapend beton.

## Voorzieningen
Libušín beschikt over een eigen voetbalteam: SK Baník Libušín. Verder is er een sport- en recreatiecentrum genaamd Labyrint. Daarnaast zijn er scholen in de stad.

## Verkeer en vervoer

### Autowegen
Er leiden regionale wegen naar de stad.

### Spoorlijnen
Er is geen station of spoorlijn meer in Libušín. Het dichtstbijzijnde station is Kamenné Žehrovice. Dat station ligt op vier kilometer afstand aan de spoorlijn Praag - Rakovník.
In het verleden waren er wel spoorlijnen in de stad, waarvan de bekendste de spoorlijn Kladno - Nučice was. Die spoorlijn liep van 1890 tot 1973 van de voormalige Maxmijn naar Nučice in Praag. Van juni 1886 tot 1925 was er ook een lijn van de voormalige Janmijn naar Vinařice en Kralupy nad Vltavou. Een gedeelte daarvan wordt nog steeds gebruikt als opstelspoor door het bedrijf Stavební obnovnova železnic v Třebichovice. Ook was er een spoorlijn van de voormalige Schöllermijn naar station Kamenné Žehrovice. Het spoornetwerk in Libušín was een dicht netwerk van onder- en bovengrondse mijnspoorwegen van normaalspoor- en smalspoorlijnen, laatstgenoemde met een spoorwijdte van 600 millimeter. Gedurende de laatste dertig jaar van de mijnbouw werd steenkool vervoerd via ondergrondse mijnspoorwegen naar de kolenbereidingsinstallatie in de Schöllermijn, waardoor de normaalspoorlijnen naar andere mijnen in de omgeving werden verlaten. Ten slotte was er in Libušín een goederenspoorlijn die gebruikt werd om steenkool van de Schöllermijn naar de krachtcentrale te vervoeren.

### Buslijnen
Vanuit Libušín rijden buslijnen naar de volgende plaatsen: Kladno, Mladá Boleslav, Mšec, Praag, Slaný, Smečno en Stochov. De lijnen worden geëxploiteerd door ČSAD Slaný en ČSAD MHD Kladno.

## Bezienswaardigheden
- Restanten van het uit de 10e eeuw daterende gelijknamige fort aan de zuidwestkant van de stad;
- De neogotische Sint-Procopiuskerk uit 1908 in het centrum;
- De Sint-Joriskerk.

## Geboren
- Josef Frolik (1928-1989), StB-lid en CIA-spion
- Zdeněk Herman (1934-2021), fysisch chemicus
- Zdeněk Liška (1922-1983), muziekcomponist
- Jiří Pauer (1919-2007), componist en directeur van het Tsjechisch Filharmonisch Orkest
- Miroslav Plzák (1925-2010), arts, psychiater, seksuoloog en publicist
- Rudolf Rost (1912-1999), mineraloog, petrograaf, publicist en pedagoog - ontdekte in 1942 het mineraal kladnoit

## Galerĳ

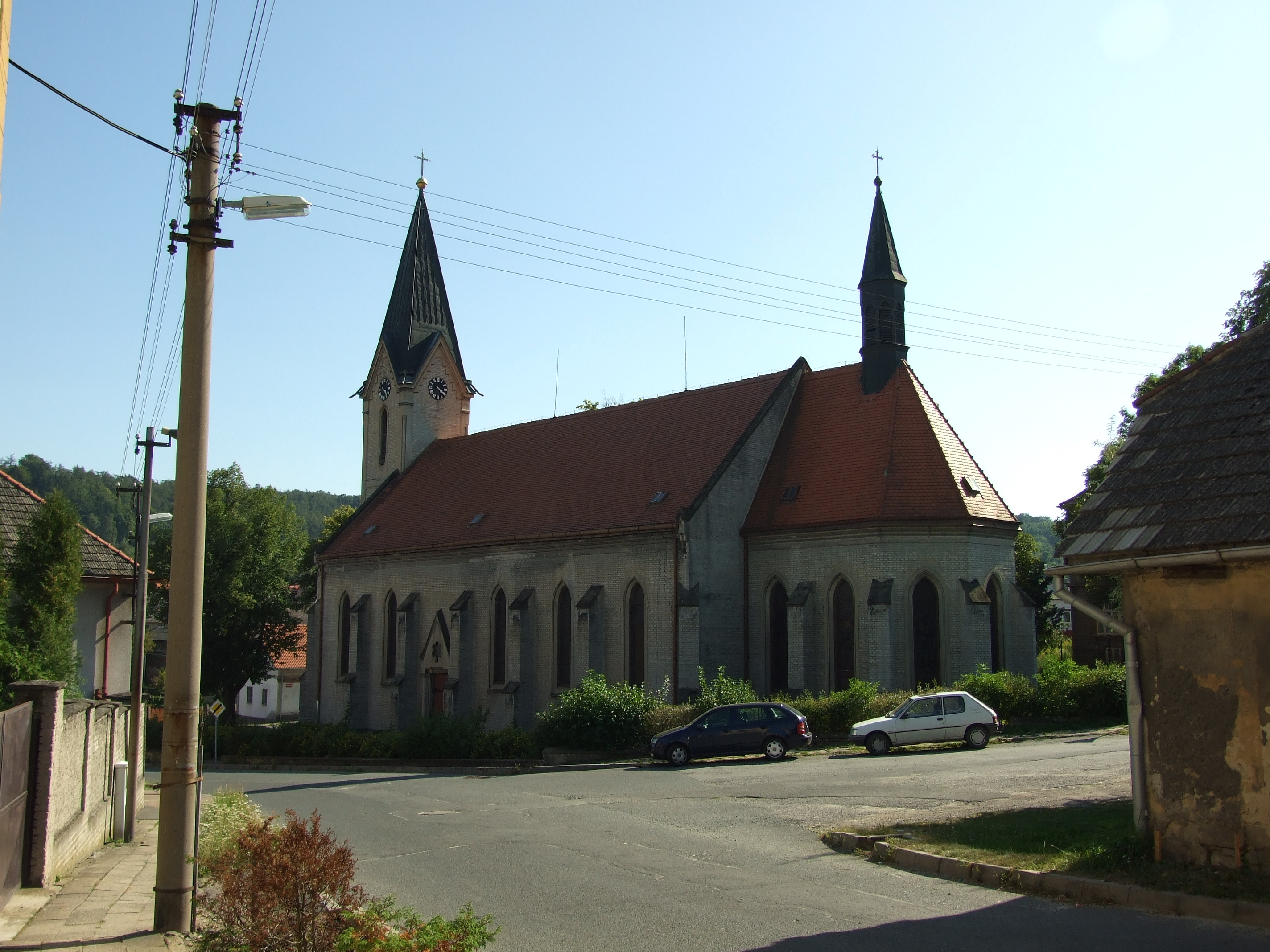
Sint-Procopiuskerk in het centrum
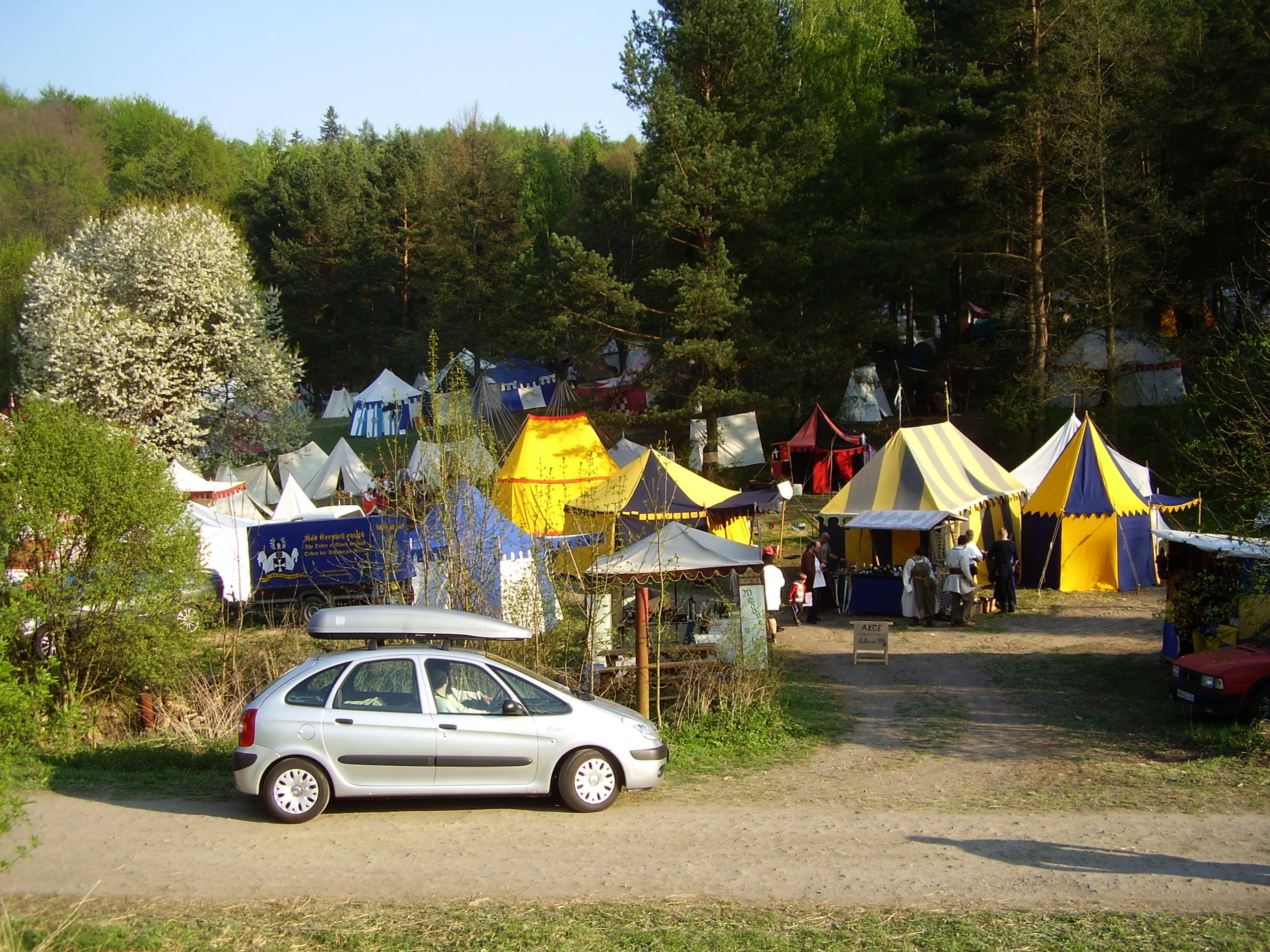
Traditioneel festival nabij Libušín
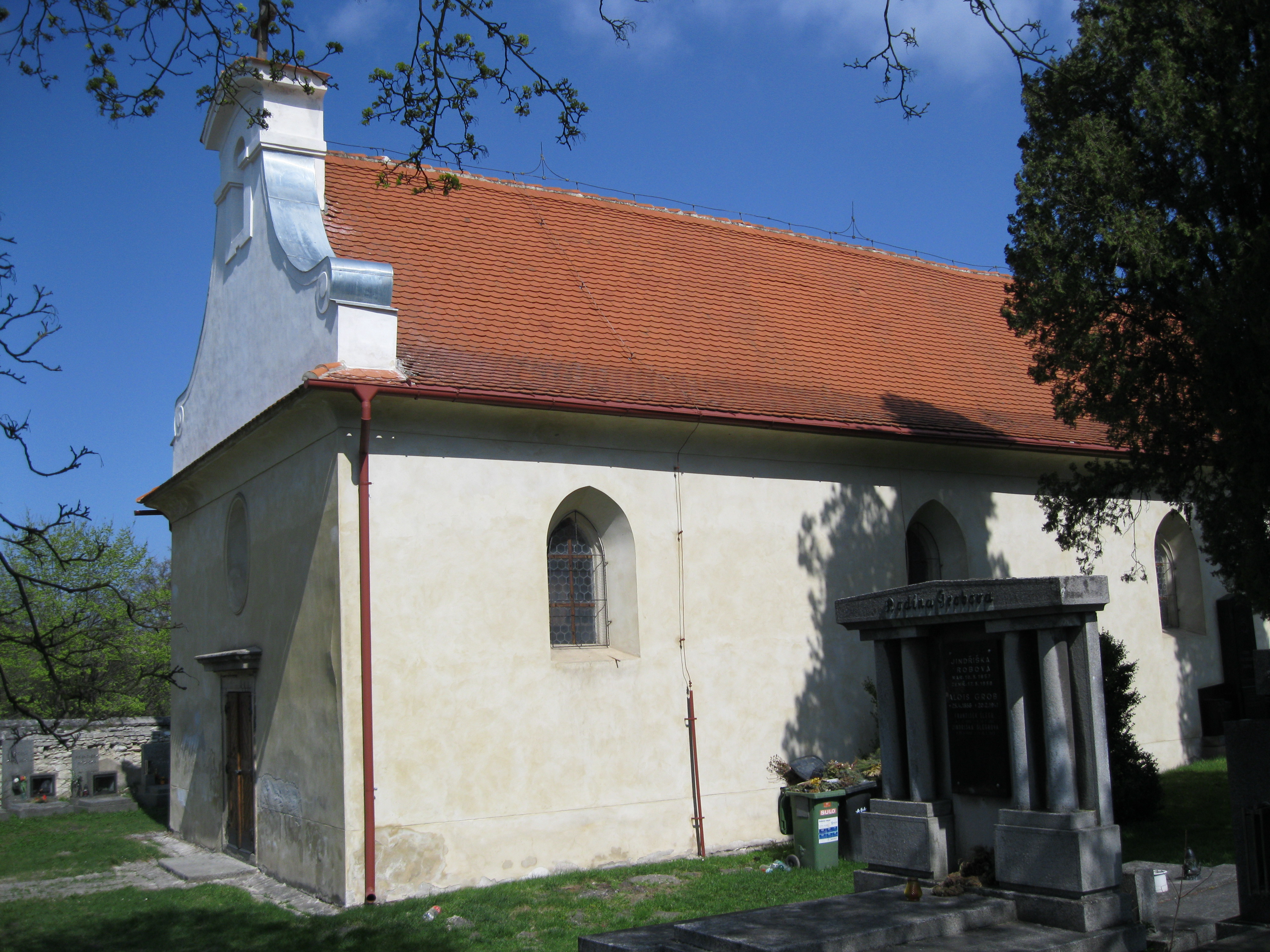
Sint-Joriskerk
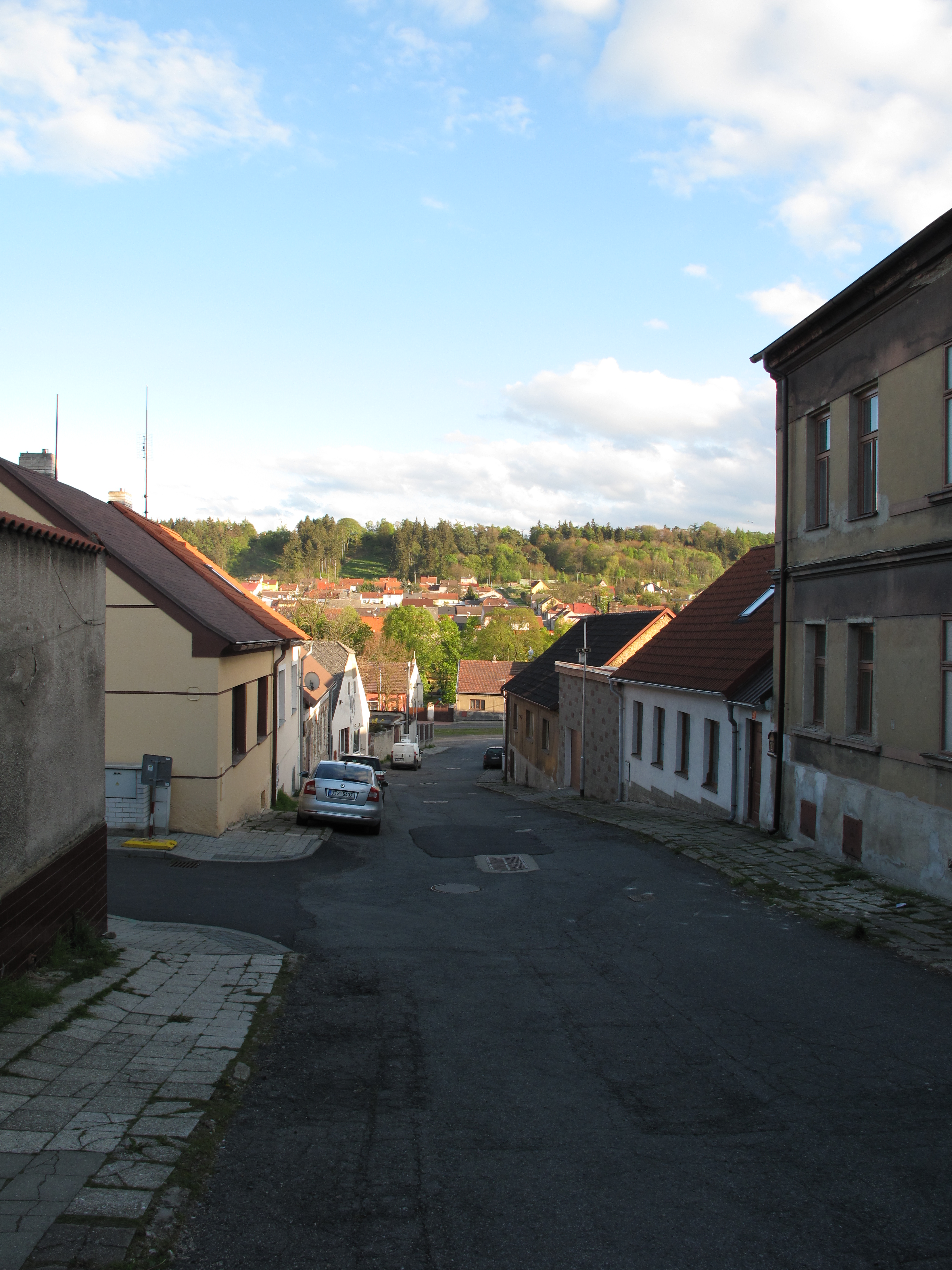
Straat in Libušín (1)
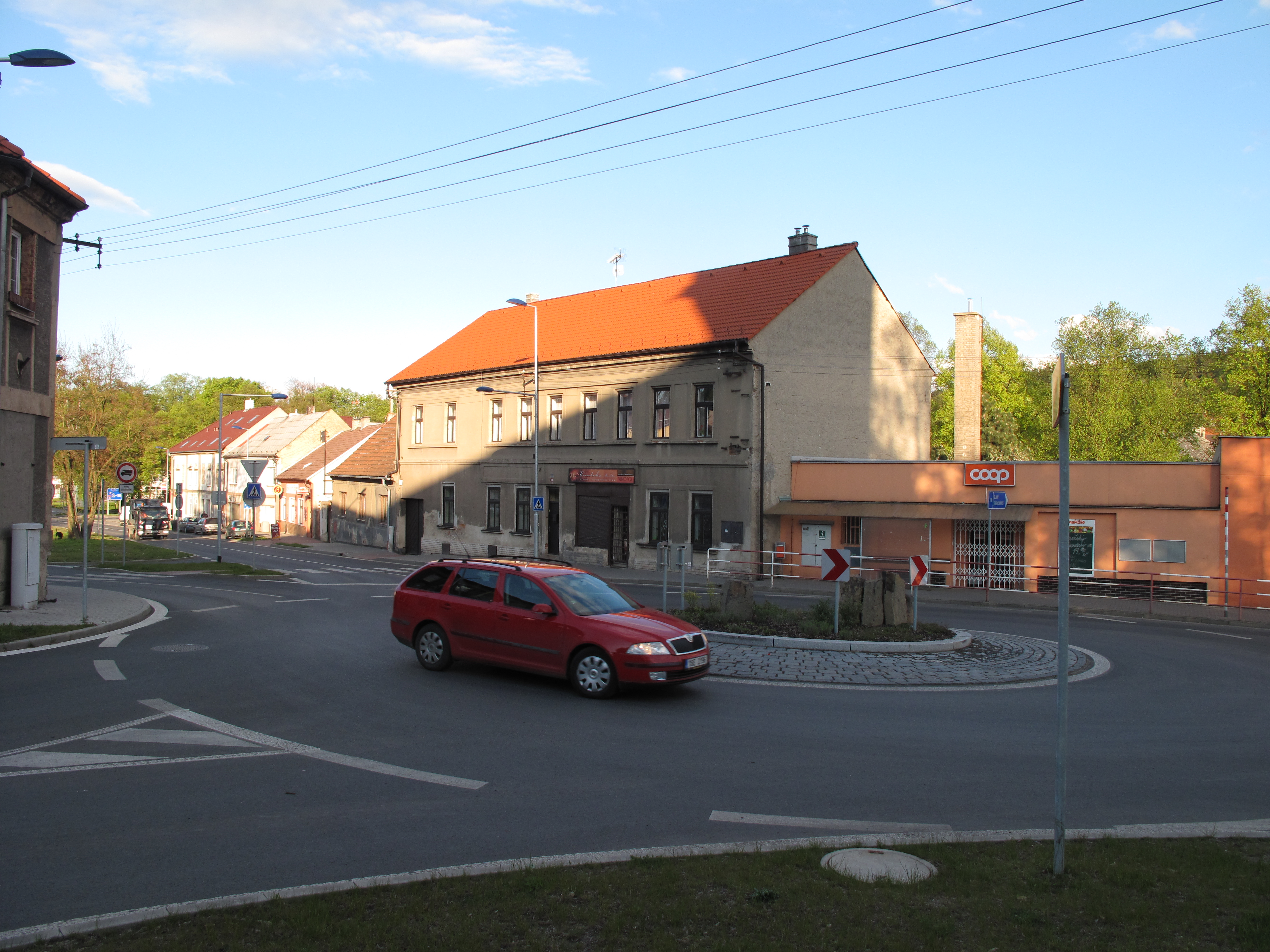
Centrum met supermarkt
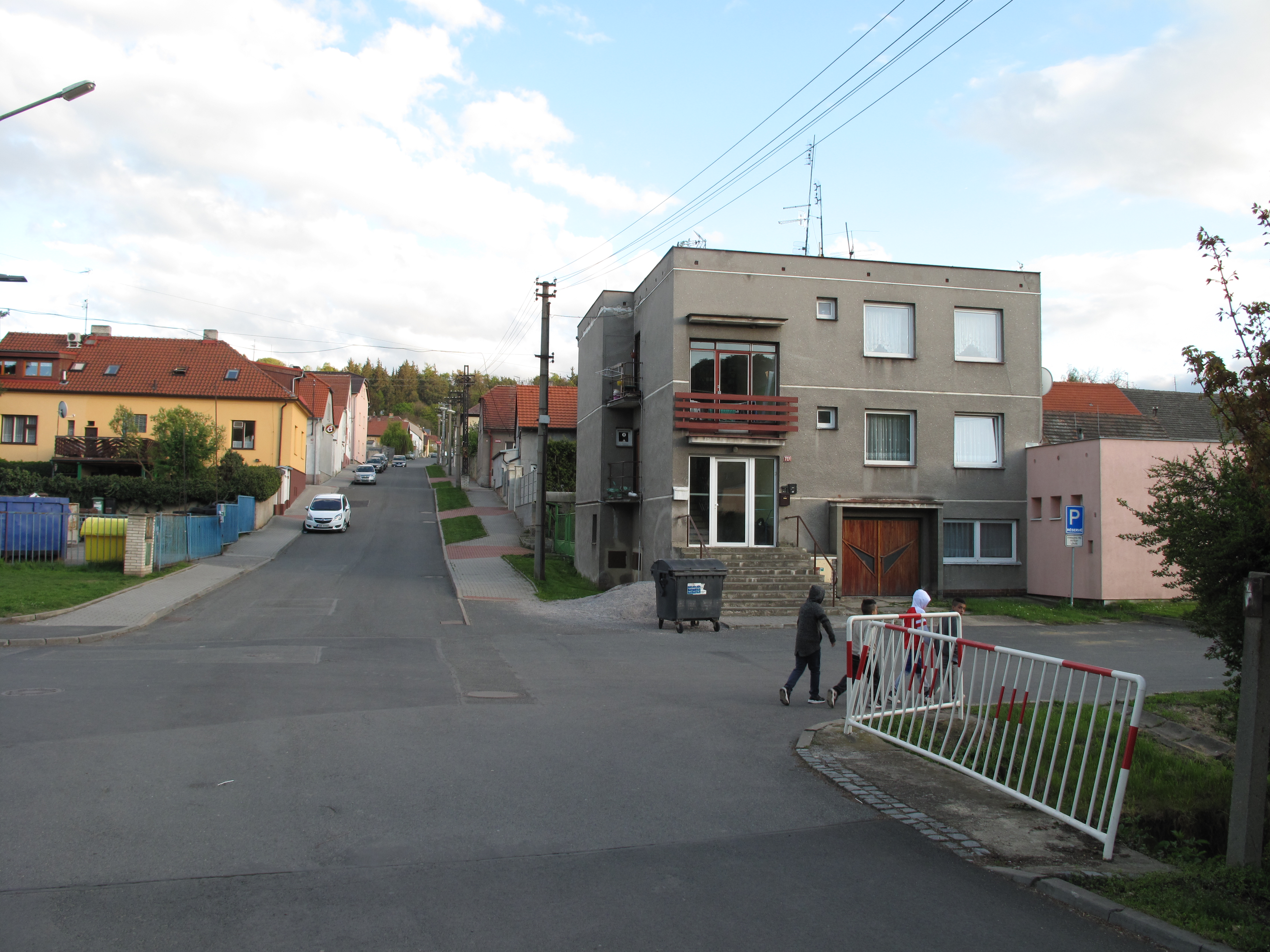
Straat in Libušín (2)
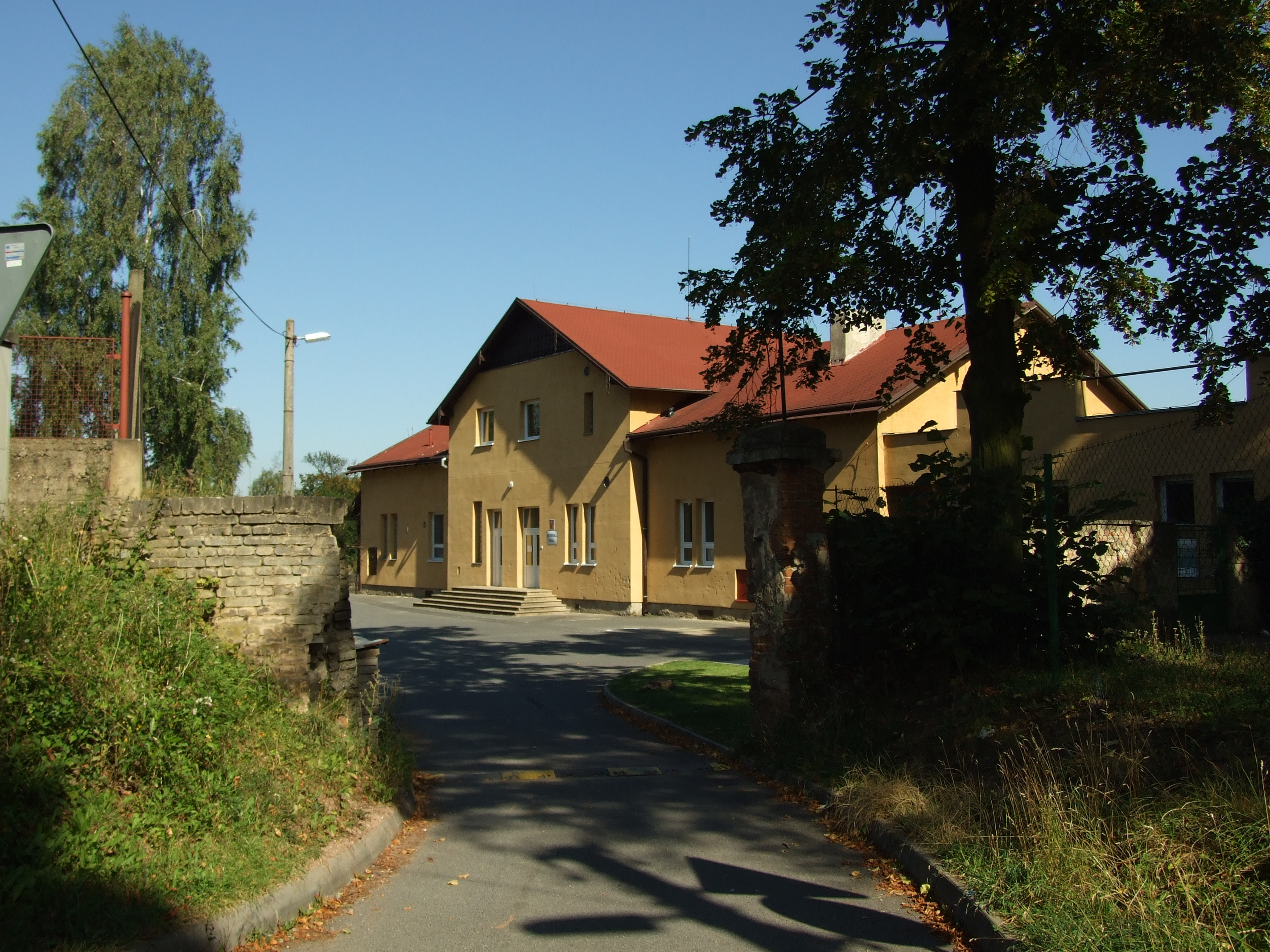
Kleuterschool
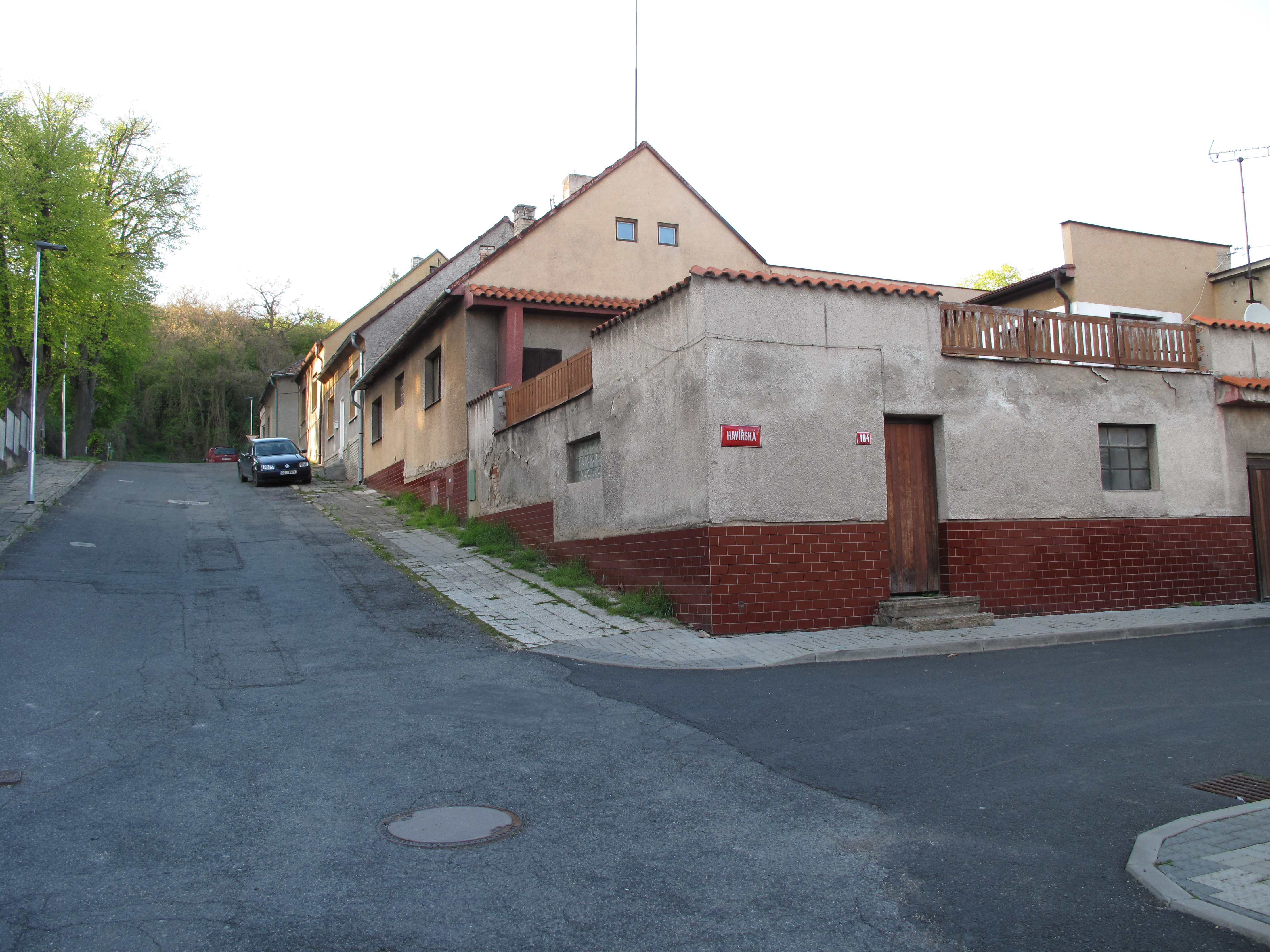
Straat in Libušín (3)